# Mysidia clava
Mysidia clava är en insektsart som beskrevs av Broomfield 1985. Mysidia clava ingår i släktet Mysidia och familjen Derbidae. Inga underarter finns listade i Catalogue of Life.